# Horst Stegemeyer
Horst Stegemeyer (* 9. September 1931 in Hannover; † 28. April 2023 in Stuttgart) war ein deutscher Chemiker (Physikalische Chemie), der über Flüssigkristalle geforscht hat. Er war als Hochschullehrer an der Universität Paderborn tätig.

## Leben
Stegemeyer studierte nach dem Abitur an der Lutherschule Hannover ab dem Wintersemester 1951 Chemie an der Technischen Hochschule Hannover und der Technischen Universität Berlin, erwarb 1958 sein Diplom in Hannover und wurde bei Rudolf Suhrmann 1961 mit Auszeichnung promoviert (Dissertation: Zur Photochemie des Stilbens). Danach war er Assistent bei Georg Richard Schultze am Lehrstuhl für Erdölchemie der TH Hannover und ab 1965 Oberassistent von Ernst Lippert am Iwan Stranski Institut für Physikalische Chemie der TU Berlin, wo er sich 1967 habilitierte und sich mit Tieftemperatur-Lumineszenz befasste. 1969 wurde er Wissenschaftlicher Rat und Professor an der TU Berlin, wo er sich mit Flüssigkristallen zu befassen begann, war 1972 Gastprofessor am Weizmann-Institut bei Ernst Fischer und wurde 1974 ordentlicher Professor für Physikalische Chemie an der neu gegründeten Universität Paderborn. Einen Ruf an die Universität Hamburg lehnte er 1982 ab. 1989 bis 1991 war er Mitglied des Senats der Universität Paderborn und 1990/91 Dekan des Fachbereichs Chemie. 1996 wurde er emeritiert.
1996 bis 2000 war er Vorsitzender der Deutschen Flüssigkristall-Gesellschaft (DFKG) und danach deren Ehrenmitglied. 1984 bis 1995 war er im Rat (Board of Directors) der International Liquid Crystal Society. 1975 wurde er korrespondierendes Mitglied der Berliner Wissenschaftlichen Gesellschaft. 
Er veröffentlichte auch zur Geschichte der Flüssigkristallforschung und richtete mit Ludwig Pohl eine Ausstellung zur Geschichte der Flüssigkristalle im Karlsruher Institut für Technologie (Physikalisches Institut) ein (2011 war sie im Liebig-Museum Gießen), der Wirkungsstätte des Flüssigkristall-Pioniers Otto Lehmann. Außerdem war er Mitherausgeber eines Sammelbandes mit klassischen Arbeiten über Flüssigkristalle.
2013 erhielt er die Bunsen-Denkmünze. Ab 1957 war er Mitglied der Deutschen Bunsen-Gesellschaft für Physikalische Chemie und von 1983 bis 1986 Mitglied in deren Ständigen Ausschuss.

## Schriften
- Herausgeber: Lyotrope Flüssigkristalle. Grundlagen, Entwicklung, Anwendung, Darmstadt: Steinkopff 1999.
- Herausgeber: Liquid Crystals, Darmstadt: Steinkopff 1994.
- Herausgeber mit Timothy J. Sluckin, David A. Dunmur: Crystals That Flow: Classic Papers from the History of Liquid Crystals, CRC Press/Taylor and Francis 2004.
- mit H.-R. Stegemeyer: Die scheinbar lebenden Flüssigkristalle, Nachr. Chemie, Band 52, 2004, S. 903–908.